# Успенское (Вологодская область)
Успенское — село в Кадуйском районе Вологодской области.
Входит в состав сельского поселения Семизерье (до 2015 года входило в Барановское сельское поселение), с точки зрения административно-территориального деления — в Барановский сельсовет.
Расстояние по автодороге до районного центра Кадуя — 79 км, до центра сельсовета деревни Барановская — 7 км. Ближайшие населённые пункты — Заручевье, Сельцо-Родное, Тарасовская.
По переписи 2002 года население — 14 человек.